# Sechs berühmte Brennöfen der Tang-Dynastie
Bei den Sechs berühmten Brennöfen der Tang-Dynastie (chinesisch 唐代六大名窑, Pinyin Tángdài liù dà míng yáo) bzw. kurz Sechs berühmte Brennöfen (六大名窑,  liù dà míng yáo), auch Sechs berühmte Seladon-Brennöfen der Tang-Dynastie (唐代六大青瓷名窑,  Tángdài liù dà qīng cí  míng yáo) handelt es sich um einen Oberbegriff für die folgenden alten chinesischen Seladon-Brennöfen aus der Zeit der Tang-Dynastie (618–907):
- Yuezhou-Brennofen 越州窑, Cixi (Ningbo), früher von Kreis Yuyao, Provinz Zhejiang
- Dingzhou-Brennofen 鼎州窑, Changde, Provinz Hunan
- Wuzhou-Brennofen 婺州窑, heute Jinhua, Provinz Zhejiang
- Yuezhou-Brennofen 岳州窑, Xiangyin, Provinz Hunan
- Shouzhou-Brennofen 寿州窑, Huainan, Provinz Anhui
- Hongzhou-Brennofen 洪州窑, Fengcheng, Provinz Jiangxi

Es gibt auch eine Zählung von sieben Öfen der Tang-Dynastie nach dem Buch vom Tee (Chajing) von Lu Yu (mit dem Xingzhou-Brennofen 邢州窑).